# Vikas Krishan Yadav
Vikas Krishan Yadav (10 febbraio 1992) è un pugile indiano.

## Palmarès

### Mondiali dilettanti
- 1 medaglia:
  - 1 bronzo (Baku 2011 nei pesi welter)

### Giochi asiatici
- 3 medaglie:
  - 1 oro (Canton 2010 nei pesi leggeri)
  - 2 bronzi (Incheon 2014 nei pesi medi; Giacarta/Palembang 2018 nei pesi medi)

### Campionati asiatici
- 2 medaglie:
  - 1 argento (Bangkok 2015 nei pesi medi)
  - 1 bronzo (Tashkent 2017 nei pesi medi)

### Giochi del Commonwealth
- 1 medaglia:
  - 1 oro (Gold Coast 2018 nei pesi medi)

### Giochi olimpici giovanili
- 1 medaglia:
  - 1 bronzo (Singapore 2010 nei pesi leggeri)